# تولكان (أرومية)
تولكان هي قرية في مقاطعة أرومية، إيران. يقدر عدد سكانها بـ 864 نسمة بحسب إحصاء 2016.